# Helmut Heine
Helmut Heine  (* 10. Januar 1942 in Gütersloh) ist ein deutscher Industriekaufmann, der von 1974 bis 2000 die Niederlassung von Miele in Freiburg leitete.

## Werdegang
Nach seiner Ausbildung zum Industriekaufmann bei Miele in seiner Heimatstadt Gütersloh kam Helmut Heine über Essen und Stuttgart nach Freiburg und übernahm dort die Leitung der Niederlassung des Haushaltsgeräteherstellers.
Von 1978 bis 1981 war er Vorsitzender der aktiven Wirtschaftsjunioren der Industrie- und Handelskammer. Als Vorsitzender des von ihm mitbegründeten IHK-Freundeskreises engagierte sich Helmut Heine von 1984 bis 2005.
Auf Bitten des Kulturbürgermeisters und des Gemeinderats übernahm Heine 1987 bis 1994 den Vorsitz des im Aufbau befindlichen Freundeskreises der Städtischen Bühnen. Er war Sprecher der Initiative Bürger stimmen für Freiburg – Ja zu unserem Konzerthaus sowie von 1990 bis 2005 Vorsitzender des Fördervereins Konzerthaus. 2010 verlieh der Bundespräsident dem Ehrenvorsitzenden des Freundeskreises der IHK-Wirtschaftjunioren, der 1982 zum dritten Freiburger Senator der Weltorganisation Junior Chamber International berufen wurde, das Bundesverdienstkreuz am Bande „für sein langjähriges ehrenamtliches Engagement im wirtschaftlichen und kulturellen Bereich“.